# Sigalion antillarus
Sigalion antillarus är en ringmaskart som beskrevs av Grube 1875. Sigalion antillarus ingår i släktet Sigalion och familjen Sigalionidae. Inga underarter finns listade i Catalogue of Life.